# Psammopsyllus tridentatus
Psammopsyllus tridentatus är en kräftdjursart som beskrevs av Soyer 1974. Psammopsyllus tridentatus ingår i släktet Psammopsyllus och familjen Cylindropsyllidae. Inga underarter finns listade i Catalogue of Life.